# Всесвітній день тварин

Логотип

Всесвітній день тварин (англ. World Animal Day) — міжнародний день, спрямований на привернення уваги людства до прав тварин та їхнього добробуту, що відзначають щороку 4 жовтня.

## Історія
Історія цього дня починається з 1925 року, коли його вперше організував у Берліні німецький письменник і зоозахисник Генрих Циммерманн. Спочатку Циммерманн запровадив цей день 24 березня, але 1929 року переніс його на 4 жовтня. Він активно поширював свою ідею, і 1931 року міжнародний конгрес прихильників руху захисту прав тварин, який відбувався у Флоренції (Італія), одноголосно ухвалив пропозицію оголосити 4 жовтня Усесвітнім днем тварин.
Дата проведення Усесвітнього дня тварин була вибрана не випадково. 4 жовтня — день пам'яті Франциска Ассизького (віддав Богові душу 3 жовтня 1226 року), одному з найбільш шанованих в католицькій церкві святих. Франциска Ассизького католики вважають покровителем тварин.
Ідея проведення такого дня прижилася по всьому світу і 2008 року різні заходи, приурочені до цієї даті, відбулися вже у 66 країнах світу.
В Аргентині цей день відзначають 29 квітня, у день пам'яті про смерть Ігнасіо Лукаса Альбаррасіна (1926), засновника Аргентинського товариства захисту тварин й автора Закону про захист тварин.
Щорічно 66 країн світу проводять різні заходи в Усесвітній день тварин. У цей день різні товариства із захисту прав тварин проводять акції в багатьох країнах світу. Вони закликають людей відмовитися від необдуманого знищення тварин заради задоволення своїх далеко не найголовніших потреб.
Крім того, Усесвітній день тварин — це привід нагадати людям про їхню відповідальність за домашніх тварин, які для багатьох людей стали справді незамінними членами сім'ї.

## Статистика
- Щогодини зі світу зникає 3 види тварин. [джерело?]
- Щодня з лиця Землі зникає понад 70 видів фауни і флори. [джерело?]
- За 25 останніх років біологічне різноманіття Землі скоротилося більш ніж на третину[4]